# Malcolm Butler
Malcolm Terel Butler (Vicksburg, Misisipi, 2 de marzo de 1990) es un jugador de football americano, en la posición de esquinero para los New England Patriots en la American Football Conference (AFC). La intercepción de Butler en la línea de anotación faltando veinte segundos para que terminara el Super Bowl XLIX virtualmente le aseguraba a los Patriotas de Nueva Inglaterra la victoria 28-24 sobre los Seattle Seahawks.
En 2013 en la University of West Alabama, Butler rompió alrededor de dieciocho pases y tuvo dos intercepciones y fue llamado por primera vez al equipo de la famosa conferencia All-Gulf South Conference. como esquinero cornerback.

## Infancia y Secundaria
Butler nació Vicksburg, Misisipi y tuvo cuatro hermanos. se graduó de la Vicksburg High School en 2009. Butler solo jugó football su primer año y cuarto año en la escuela secundaria, pero ganó una beca para Hinds Community College en Raymond, Mississippi.

## Carrera Colegial
En su primer año en 2009 Hinds Community College, Butler registró 22 tacleadas y una intercepción, pero fue expulsado del equipo después de la quinta jornada de Liga. Butler fue invitado de nuevo a Hinds Community College en 2011, y en su segundo año registró 43 tackles, tres intercepciones y 12 pases rotos.
En 2012, Butler entró en la University of West Alabama, con especialización en educación física. Empezó los doce primeros partidos que quedaban para el Division II Tigers. Butler terminó la temporada 2012 con 49 takles, 43 en solitario, cinco intercepciones (incluyendo tres en un partido contra el West Georgia),y un promedio de un equipo líder en 29.8 yardas por regreso de patada En 2013 fue nombrado Beyond Sports Network All-American después de registrar 45 tacleadas, dos intercepciones, y un gol de campo bloqueado, y un promedio de 27.9 yardas en regresos de patada durante la temporada.

## Carrera profesional

### Patriotas de Nueva Inglaterra
El 19 de mayo de 2014, Butler firmó con los New England Patriots después de no ser reclutado en el 2014 NFL Draft. En su temporada de novato, Malcolm Butler apareció en 11 juegos con un inicio, registrando 15 tacleadas y 3 pases defendidos. Hizo su primera apertura en el juego contra Miami el 14 de diciembre, terminando con dos tacleadas.

#### Super Bowl XLIX
Butler participó en dos jugadas claves en el Super Bowl XLIX, incluyendo la mejor jugada del partido, una intercepción en la línea de gol Con los Patriots liderando por cuatro puntos, menos de un minuto por jugar y Seattle haciendo una ofensiva final, Butler fue emparejado con el receptor abierto wide receiver Jermaine Kearse. Seattle Seahawks coreback Russell Wilson lanzó un pase a la línea de banda de 33 yardas a Kearse que Butler desvió. Sin embargo Kearse cayó al suelo y el balón desviado cayó sobre él, malabareandolo y finalmente reteniendo la posesión. La atrapada de Kearse se reconoció ampliamente como una de las más grandes en la historia del Super Bowl. Después de percatarse que Kearse había hecho la atrapada y no había sido tocado, Butler lo empujó fuera del campo de juego en la yarda cinco
Dos jugadas más tarde, con 26 segundos por jugarse y los Seahawks en la yarda uno de los Patriots, Butler interceptó un pase de Wilson en la línea de gol, devolviendo la posesión a los Patriots y prácticamente asegurando su victoria 28-24. Butler dijo que había adivinado correctamente que Wilson lanzaría a Ricardo Lockette, después de haber leído la formación pila dos receptores Seahawks "Desde la preparación, me acordé de la formación estaban en... Sólo le gané a la ruta e hice la maniobra." Malcolm dio crédito al coordinador defensivo de los patriotas Matt Patricia por la buena preparación de los jugadores para el juego. La intercepción fue la primera en la carrera de Butler en la NFL Era la única intercepción de un intento de pase desde la yarda 1 durante la temporada 2014 NFL season, cuando hubo 109 intentos
El quarterback de los Patriotas de Nueva Inglaterra Tom Brady, quien recibió un 2015 Chevrolet Colorado como parte de su MVP Super Bowl XLIX MVP Award, dijo que planeaba dar el camión a Butler. Chevrolet declaró que, de acuerdo con los deseos de Brady, se adjudicará el camión directamente a Butler.